# Xã Gentilly, Quận Polk, Minnesota
Xã Gentilly (tiếng Anh: Gentilly Township) là một xã thuộc quận Polk, tiểu bang Minnesota, Hoa Kỳ. Năm 2010, dân số của xã này là 280 người.